# Tăng Giang

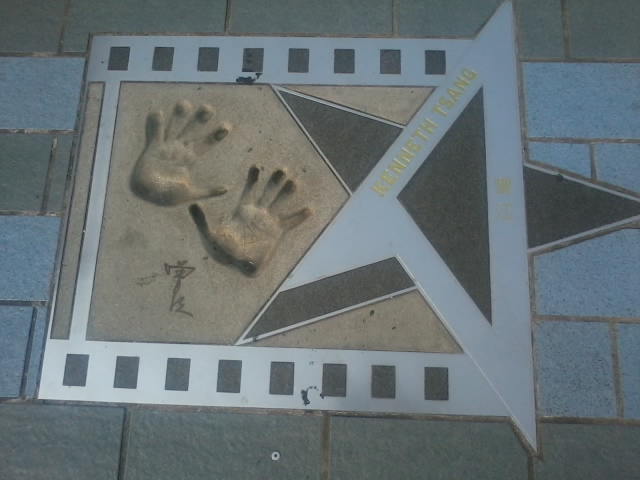
Ngôi sao của Tăng Giang trên Đại lộ Ngôi sao, Hong Kong.

Tăng Giang ( tiếng Trung: 曾江; Lưu Tích Tường: Jang1 Kong1; 5 tháng 10 năm 1934 - 27 tháng 4 năm 2022)  là một diễn viên Hồng Kông. Sự nghiệp diễn xuất của ông kéo dài 65 năm với gia tài diễn xuất hơn 100 tác phẩm điện ảnh lẫn truyền hình. Ông đã giành giải Nam diễn viên phụ xuất sắc nhất tại Giải thưởng Điện ảnh Hồng Kông lần thứ 34 năm 2015.

## Tiểu sử và học vấn
Tăng Quán Nhất sinh ra ở Thượng Hải với nguồn gốc gia đình ở Cát Đại Nhai Đạo, Chu Hải, Quảng Đông. Ông học trung học tại trường Cao đẳng Hoa Nhân, Hong Kong và sau đó là trường Cao đẳng Hoa Nhân, Cửu Long. Ông theo học Đại học McMurry, Abilene, Texas vào năm thứ nhất và chuyển đến Đại học California, Berkeley, tại đây ông nhận bằng kiến trúc.

## Sự nghiệp
Tăng trở lại Hồng Kông vào đầu những năm 1960 với tư cách là một kiến trúc sư nhưng không hài lòng với công việc. Em gái kém 2 tuổi của ông, Lâm Thúy (林翠), là một ngôi sao điện ảnh vào thời điểm đó và đã hỗ trợ cho Tăng vài mối quan hệ trong ngành giúp thúc đẩy sự nghiệp diễn xuất.
Vai diễn đầu tay của Tăng là trong bộ phim Đồng lâm điểu (1955) khi ông 16 tuổi, sau đó là một vai diễn trong phim Ai không lãng mạn? (Năm 1956). Vào giữa những năm 1960, Tăng đóng vai chính trong các bộ phim trinh thám và phim kung fu cổ điển cùng với các diễn viên thần tượng tuổi teen Hồng Kông như Trần Bảo Châu và Tiêu Phương Phương. Tăng cũng xuất hiện trong vài bộ phim của Hoàng Phi Hồng vào cuối những năm 1960.
Năm 1983, ông nổi tiếng với vai diễn Hoàng Dược Sư trong Anh hùng xạ điêu và Thần điêu đại hiệp (1983). Nhân vật Hoàng Dược Sư của Tăng trở thành hình tượng kinh điển trong lòng khán giả.
Năm 1986, Tăng đóng vai tài xế taxi, Ken, trong phim Bản sắc anh hùng của Ngô Vũ Sâm. Những lần hợp tác tiếp theo với Ngô gồm có vai Ken trong Bản sắc anh hùng 2 năm 1987, đối tác bị sát hại của sĩ quan cảnh sát Danny Lee trong phim Điệp huyết song hùng năm 1989 và người cha nuôi nghiêm khắc của Châu Nhuận Phát, Trương Quốc Vinh và Chung Sở Hồng trong Once a Thief  năm 1991.
Tăng cũng đã đóng một số bộ phim truyền hình tiếng Hoa của Singapore vào những năm 1990, đặc biệt là bộ phim sử thi The Teochew Family năm 1995 và The Unbeatables II năm 1996.
Cho đến thời điểm này, Tăng chủ yếu đóng các phim điện ảnh Hồng Kông. Bộ phim Hollywood đầu tiên của anh là The Replacement Killers (1998), cũng là phim điện ảnh đầu tay ở Hollywood của bạn diễn Châu Nhuận Phát. Tăng xuất hiện cùng với Châu Tinh Trì một lần nữa trong Anna and the King cũng như Thành Long trong Giờ cao điểm 2 . Tăng đóng vai Tướng Moon trong bộ phim James Bond Die Another Day (2002) và ông tiếp tục xuất hiện trong phim Hồng Kông.

## Cuộc sống cá nhân
Tăng có một em gái, Lâm Thúy (林 翠), cũng là một nữ diễn viên Hồng Kông.
Tăng đã kết hôn ba lần. Người vợ đầu tiên là Trương Lai Đệ (張 萊 娣), nghệ danh Lam Đệ (藍 娣), người Malaysia gốc Hoa và là bạn diễn của ông trong The Big Circus và có một con trai. Họ ly hôn 10 năm sau đó vào năm 1979 và con trai ông sống với mẹ. Kể từ đó, họ đã cư trú tại Vancouver, Canada. Bà Trương mất năm 1991.
Năm 1980, Tăng kết hôn với người mẫu kiêm nhà báo Đặng Củng Bích (邓拱璧) và có một cô con gái, Musette. Tăng và Đặng ly hôn 10 năm sau đó vào năm 1990.
Năm 1994, Tăng kết hôn với Tiêu Giảo (焦姣), một nữ diễn viên Đài Loan gốc Hoa.

### Qua đời
Tăng khởi hành từ Singapore và đến Hồng Kông vào ngày 25 tháng 4 năm 2022, nơi ông bắt đầu đợt kiểm dịch Covid-19 kéo dài bảy ngày tại khách sạn Cửu Long. Vào tối ngày 26 tháng 4, ông cảm thấy tức ngực và yêu cầu gia đình chuyển thuốc điều trị tăng huyết áp mãn tính.  Tuy nhiên, ngày hôm sau, đội ngũ y tế tiến đến để tiến hành xét nghiệm PCR trong phòng và ho tuyên bố rằng ông đã qua đời tại hiện trường.

## Phim ảnh

### Phim chiếu rạp
| Năm  | Tựa phim                                                                   | Vai diễn                       | Ghi chú   | Tham khảo |
| ---- | -------------------------------------------------------------------------- | ------------------------------ | --------- | --------- |
| 1955 | The Feud 同林鳥                                                            | Liang Zuyi                     |           |           |
| 1956 | Love Is Everywhere 那個不多情                                              | Cheng Jia-Shu                  |           |           |
| 1962 | Who Is Not Romantic? 那個不多情(續集)                                      |                                |           |           |
| 1964 | The Big Circus 大馬戲團                                                    | Han Ying Chieh                 |           |           |
| 1965 | Blundering Woman Detective 糊塗女偵探                                      |                                |           |           |
| 1965 | Master Cute 老夫子                                                         |                                |           |           |
| 1965 | A Brave Young Girl's Spirit (Part 1) 玉女英魂（上集）                      |                                |           |           |
| 1965 | A Brave Young Girl's Spirit (Part 2) 玉女英魂（下集）                      | Wu Yan-lung                    |           |           |
| 1965 | Book Without Words 無字天書                                                | White Wolf                     |           |           |
| 1966 | The Dark Heroine Mu Lanhua                                                 | Ko Cheung                      |           |           |
| 1966 | The Golden Cup and the Wandering Dragon 金鼎游龍                           |                                |           |           |
| 1966 | The Golden Cup, the Wandering Dragon and the Decree to Kill 金鼎游龍勾魂令 |                                |           |           |
| 1966 | The Woman in Black and the Black Dragon                                    | Ko Cheung                      |           |           |
| 1967 | Lady in Black Cracks the Gate of Hell                                      | Ko Cheung                      |           |           |
| 1967 | Green-Eyed Demon 碧眼魔女                                                  | Gold Hand Scholar              |           |           |
| 1967 | She Is Our Senior 大師姐                                                   | Lei Hou-Yin                    |           |           |
| 1967 | My Fair Lady                                                               |                                |           |           |
| 1967 | The Young Daughter-in-Law                                                  | Ah Cyun                        |           |           |
| 1967 | Romance of a Teenage Girl                                                  | Tai-Wai/David                  |           |           |
| 1967 | The Golden Swallow                                                         |                                |           |           |
| 1967 | Lady with a Cat's Eyes 貓眼女郎                                            | Sit Bong                       |           |           |
| 1967 | Good Wife                                                                  | Chan Ngau                      |           |           |
| 1967 | Sister's Lover                                                             | Cheung Wei-Ming/piano teacher  |           |           |
| 1967 | Every Girl a Romantic Dreamer 那個少女不多情                               | Leung                          |           |           |
| 1967 | A Girl's Secret 玉女的秘密                                                 |                                |           |           |
| 1967 | Tragedy in a Fishing Village                                               |                                |           |           |
| 1967 | Wong Fei-Hung Against the Ruffians 黃飛鴻虎爪會群英                        | Ling Wan-Gai                   |           |           |
| 1967 | The Black and the White Cats                                               |                                |           |           |
| 1967 | Rocambole 殺手粉紅鑽                                                       | Luk Ting-Bong                  |           |           |
| 1967 | Paragon of Sword and Knife 天劍絕刀                                        |                                |           |           |
| 1967 | My Darling Wife 嬌妻                                                       |                                |           |           |
| 1968 | Bride in Chains                                                            |                                |           |           |
| 1968 | Lady Songbird                                                              | Lee Wai-Hon                    |           |           |
| 1968 | Wong Fei-Hung: The Incredible Success in Canton 黄飛鴻威震五羊城           |                                |           |           |
| 1968 | Orchid, the Songstress 歌女白蘭花                                          |                                |           |           |
| 1968 | The Deadly Dragon Sword 毒龍刀                                             | Kong Fan-ching                 |           |           |
| 1968 | Buddhist Spiritual Palm Returned 如來神掌再顯神威                          |                                |           |           |
| 1968 | Buddhist Spirtual Palm 如來神掌劈魔平九派                                  |                                |           |           |
| 1968 | Wong Fei-Hung: The Invincible "Lion Dancer" 黄飛鸿醒獅獨霸梅花樁           |                                |           |           |
| 1968 | Purple Night 紫色風雨夜                                                    | Kong Chi-Wai                   |           |           |
| 1968 | A Romantic Thief 多情妙賊                                                  | Tsang Tai-Hsiung               |           |           |
| 1968 | The Flower and the Sword 紅花血劍                                          |                                |           |           |
| 1968 | Hotel Blues 藍色酒店                                                       | Jimmy Mak Jim-Mei              |           |           |
| 1968 | The Grand Duel 武林大決鬥                                                  |                                |           |           |
| 1968 | Three Heroines (Part 1)                                                    | Chu-kot Foon                   |           |           |
| 1968 | The Killing Sword 奪命刀                                                   | Tin-Ngan                       |           |           |
| 1968 | Wong Fei-Hung: The Eight Bandits 黃飛鴻醉打八金剛                          | Ling Wan-Gai                   |           |           |
| 1968 | The Magic Whip 神鞭俠                                                      |                                |           |           |
| 1968 | The Magic Bow 神弓                                                         |                                |           |           |
| 1968 | Wong Fei-Hung: The Duel Against the Black Rascal 黃飛鴻肉搏黑霸王          | Ling Wan-Gai                   |           |           |
| 1968 | Paragon of Sword and Knife (Grand Finale) 天劍絕刀（大結局）               |                                |           |           |
| 1968 | Three Heroines (Part 2)                                                    | Chu-kot Foon                   |           |           |
| 1968 | The Magnificent Five 小五義大破銅網陣                                      |                                |           |           |
| 1968 | Wong Fei-Hung: Duel for the Championship 黃飛鴻拳王爭霸                    | Ling Wan-Gai                   |           |           |
| 1968 | The Dragon Fortress 天狼寨                                                 | Lung                           |           |           |
| 1968 | The Vengeful Spirit                                                        |                                |           |           |
| 1969 | The Twin Swords 奪命雌雄劍                                                 | Ho Tin-Sang                    |           |           |
| 1969 | Colourful Paradise 七彩天堂                                                |                                |           |           |
| 1969 | Wong Fei-Hung: The Duel for the 'Sha-Yu-Qing' 黃飛鴻巧奪鯊魚青             |                                |           |           |
| 1969 | The Joys and Sorrows of Youth 冷暖青春                                     | Chow Hoi-Kit                   |           |           |
| 1969 | The Little Warrior 小武士                                                  | General Sheung Kwun Hung       |           |           |
| 1969 | Flying Thief, White Flower 飛賊白菊花                                      |                                |           |           |
| 1969 | Wise Wives and Foolish Husbands 聰明太太笨丈夫                             | Alan Lee Si Kong               |           |           |
| 1969 | Teddy Girls 飛女正傳                                                       | To Shu-Yan                     |           |           |
| 1969 | Sky Dragon Castle 天龍堡                                                   |                                |           |           |
| 1969 | The Strange Couple Who Steal                                               | Cheung Wai-Man                 |           |           |
| 1969 | Wong Fei-Hung: The Conqueror of the 'Sam-hong Gang' 黃飛鴻神威伏三煞       | Ling Wan-Kai                   |           |           |
| 1969 | Mysterious Weapon                                                          |                                |           |           |
| 1969 | Bloody Handkerchief 血羅巾                                                 |                                |           |           |
| 1969 | Red Rose, the Beautiful Avenger                                            | Ah Kong                        |           |           |
| 1969 | Wong Fei-Hung's Combat with the Five Wolves 黃飛鴻虎鶴鬥五狼               | Ling Wan-Gai                   |           |           |
| 1969 | Mother Wants Me to Get Married                                             | Suen Kwok-Wai                  |           |           |
| 1969 | The Swinging Bunch (Colour) 七彩紅男綠女                                   |                                |           |           |
| 1969 | Girls Are Flowers                                                          |                                |           |           |
| 1969 | Three Encounters 三招了                                                    | Wong Chun-Sing                 |           |           |
| 1969 | The Virgin Sword 玉女劍                                                    | Kam Chung-Yu                   |           |           |
| 1969 | Sword of Emei 峨嵋霸刀                                                     | Au Gong                        |           |           |
| 1969 | The Prodigal 浪子                                                          | Chan Oi-Lun                    |           |           |
| 1969 | Wong Fei-Hung in Sulphur Valley 黃飛鴻浴血硫磺穀                           | Ling Wan-Gai                   |           |           |
| 1969 | Let's Build a Family                                                       |                                |           |           |
| 1969 | Famous Swordsman Tin Kiu 名劍天驕                                          |                                |           |           |
| 1969 | My Sweetheart 相思甜如蜜                                                   | Tong Chi-Hung                  |           |           |
| 1970 | The Magic Bowl 聚寶盆                                                      |                                |           |           |
| 1970 | The Naked Runner                                                           |                                |           |           |
| 1970 | The Lonely Rider 小金剛                                                    |                                |           |           |
| 1970 | The Young Patrol                                                           |                                |           |           |
| 1970 | The Young Girl Dares Not Homeward 不敢回家的少女                           | Peter Kuo                      |           |           |
| 1970 | To Crack the Dragon Gate 獨掌震龍門                                        | Sun Kim-Chiu                   |           |           |
| 1970 | I'll Get You One Day 總有一天捉到你                                        | Wong Dai Wai                   |           |           |
| 1970 | The Wedding Gown 嫁衣                                                      | Tang Tien Chi                  |           |           |
| 1970 | Flying Sword and the Smart Lad 飛劍神童                                    |                                |           |           |
| 1970 | I Will Remember You Always                                                 | Yiu Kwok-Kei                   |           |           |
| 1970 | Choi Lee Fat 蔡李佛勇擒色魔                                                | Hung                           |           |           |
| 1970 | Yesterday, Today, Tomorrow 昨天今天明天                                    | Health Department chief Zhou   |           |           |
| 1971 | The Brave and the Evil 黑白道                                              | Bandit Hsi Fei                 |           |           |
| 1971 | Demonstrator                                                               | Thao Kimalayo                  |           |           |
| 1971 | My Beloved 昨夜梦魂中                                                      | Eu Lieh                        |           |           |
| 1971 | The Playful Girl 淘氣姑娘                                                  |                                |           |           |
| 1972 | Flash Boxer 閃電拳                                                         | Wei Li                         |           |           |
| 1972 | Love Is Smoke 輕烟                                                         | Mr. Tseng                      |           |           |
| 1972 | The Naughty Couples 淘氣夫妻                                               |                                |           |           |
| 1972 | The Perfect Match 門當戶對                                                 |                                |           |           |
| 1972 | Narrow stairs 窄梯                                                         |                                |           |           |
| 1973 | The Call Girls 應召女郎                                                    | TV moderator                   |           |           |
| 1973 | The Awaken Punch 石破天驚                                                  |                                |           |           |
| 1973 | The Money-Tree 搖錢樹                                                      | Hsiao-cheung                   |           |           |
| 1973 | We Visited Southeast Asia 福祿壽遊南洋                                     | Boss of SEA Detective Agency   |           |           |
| 1974 | Bravest Fist 一山五虎                                                      | Teacher                        |           |           |
| 1974 | The Paradise 天堂                                                          |                                |           |           |
| 1974 | Everyday Is Sunday 天天報喜                                                |                                |           |           |
| 1974 | Blood Reincarnation 陰陽界                                                 |                                |           |           |
| 1975 | The Hooker and the Hustler 神女蕩婦綽頭王                                  | Wang Kuo-Chun                  |           |           |
| 1975 | Where Have the Lovers Gone 晨星                                            |                                |           |           |
| 1975 | Sup Sap Bup Dup 十三不搭                                                   | Philandering man               |           |           |
| 1975 | The Playboy 二世祖                                                         |                                |           |           |
| 1975 | Frigidity                                                                  |                                |           |           |
| 1976 | The Eternal Obsession 未了緣                                               | Wong Yat-Bun                   |           |           |
| 1976 | Divorce Hong Kong Style                                                    |                                |           |           |
| 1978 | The Extras 茄哩啡                                                          | Ting Chung                     |           |           |
| 1979 | The Secret 瘋劫                                                            | Policeman                      |           |           |
| 1982 | Wild Cherry 野蜜桃                                                         |                                |           |           |
| 1982 | Trap 大鱷                                                                  | Ma Man-Rei                     |           |           |
| 1983 | My Mother                                                                  |                                |           |           |
| 1983 | The Body Is Willing 狂情                                                   | Francis Chao                   |           |           |
| 1986 | Silver Dragon Ninja                                                        | ['Trap' Footage]               |           |           |
| 1986 | Royal Warriors 皇家戰士                                                    | Captain Lau Chi-Shing          |           |           |
| 1986 | A Better Tomorrow                                                          | Ken                            |           |           |
| 1986 | Peking Opera Blues                                                         | General Cho                    |           |           |
| 1986 | My Will, I Will 你情我願                                                   | Paul Wu Ke Jen                 |           |           |
| 1987 | Amnesty Decree 魔鬼天使                                                    | Tsai                           |           |           |
| 1987 | A Better Tomorrow II                                                       | Uncle Ken                      |           |           |
| 1988 | The Story of Hay Bo 喜寶                                                   |                                |           |           |
| 1988 | Goodbye My Friend 再見英雄                                                 |                                |           |           |
| 1988 | Last Romance 流金歲月                                                      | Li Chi Cheng                   |           |           |
| 1988 | Reunion 一樓一故事                                                         |                                |           |           |
| 1989 | Return of the Lucky Stars                                                  | Uncle Kin                      |           |           |
| 1989 | Darkside of Chinatown 西雅圖大屠殺                                         | Uncle Kwan                     |           |           |
| 1989 | The Immigrant Policeman 警察也移民                                         |                                |           |           |
| 1989 | The First Time Is the Last Time 第一繭                                     | Jenny's father (cameo)         |           |           |
| 1989 | The Killer                                                                 | Sgt Tsang Yeh                  |           |           |
| 1989 | Triads – The Inside Story 我在黑社會的日子                                 | Supt. Chan Tin-Lok             |           |           |
| 1989 | Thank You, Sir 壯誌雄心                                                    | Mr Tsang                       |           |           |
| 1989 | I Am Sorry 說謊的女人                                                      | Edward Sung                    |           |           |
| 1989 | Shadow of China                                                            | Mr Lau                         |           |           |
| 1989 | Princess Madam 金牌師姐                                                    |                                |           |           |
| 1990 | Return to Action                                                           | Officer Ng                     |           |           |
| 1990 | Brief Encounter in Shinjuku 錯在新宿                                       | Mr Tseng                       |           |           |
| 1990 | Promising Miss Bowie                                                       | Mr. Chow                       |           |           |
| 1990 | Sleazy Dizzy 小偷阿星                                                      | Chief Inspector Lee            |           |           |
| 1990 | 奔向USA                                                                    |                                |           |           |
| 1990 | Point of No Return 都市煞星                                                | Uncle Min                      |           |           |
| 1991 | Drugs Area 毒網                                                            |                                |           |           |
| 1991 | Bury Me High 衛斯理之霸王卸甲                                              | President of Carrinan          |           |           |
| 1991 | Queen's High 紅粉至尊                                                      | Fan Yau Tim                    |           |           |
| 1991 | Once a Thief                                                               | Mr Chow                        |           |           |
| 1991 | Au Revoir, Mon Amour 何日君再來                                            | Mui-Yi's father                |           |           |
| 1991 | To Be Number One                                                           | Chief Inspector Tiger Lui      |           |           |
| 1991 | The Plot 佈局                                                              | Kiu (The Boss)                 |           |           |
| 1991 | Inspector Pink Dragon                                                      | Chief Insp Pao                 |           |           |
| 1991 | Legend of the Brothers 四大家族之龍虎兄弟                                  | Detective Lui Kwok Tin         |           |           |
| 1991 | Hào môn dạ yến                                                             | Waiter                         |           |           |
| 1992 | Megaforce from Highland 血染紅塵                                           | Sgt Lau                        |           |           |
| 1992 | The Thief of Time                                                          |                                |           |           |
| 1992 | The Story of Taipei Women 胭脂                                             |                                |           |           |
| 1992 | Changing Partner 夜夜伴肥嬌                                                | Chief Inspector Wong Kwok Wing |           |           |
| 1992 | Câu chuyện cảnh sát 3: Siêu cảnh sát                                       | Khun Chaibat                   |           |           |
| 1992 | The Prince of Temple Street                                                | San (cameo)                    |           |           |
| 1992 | Second to None 阿二一族                                                    | Julian's father                |           |           |
| 1992 | Angel Terminators 轟天皇家將                                               | Sawa Da / Zeng Jian            |           |           |
| 1992 | The Night Rider 車神                                                       | Superintendent                 |           |           |
| 1993 | The Top Lady of Sword 葵花聖女                                             |                                |           |           |
| 1993 | Combat at Heaven Gate 決戰天門                                             | Proefessor Chen                |           |           |
| 1993 | Shadow Cop 神探乾濕褸                                                      | Officer Chiang                 |           |           |
| 1993 | The Bare-Footed Kid 赤脚小子                                               | Ke Hu Pu                       |           |           |
| 1993 | Lover of the Swindler 千王情人                                             | Doctor Wong                    |           |           |
| 1993 | Remains of a Woman 郎心如鐵                                                |                                |           |           |
| 1993 | No Regret, No Return 走上不歸路                                            | Lau Sin                        |           |           |
| 1993 | The Trail 大路                                                             |                                |           |           |
| 1994 | Dead End 死角                                                              | 王達龍                         | Telemovie |           |
| 1994 | Long and Winding Road 錦繡前程                                             | Bosco Chow                     |           |           |
| 1997 | Up for the Rising Sun抱擁朝陽                                              | Kwok Yi Song                   |           |           |
| 1998 | The Replacement Killers                                                    | Terence Wei                    |           |           |
| 1998 | The Blacksheep Affair 碧血藍天                                             | Lone                           |           |           |
| 1998 | Bishonen 美少年之戀                                                        | Sam's father                   |           |           |
| 1999 | Anna and the King                                                          | Justice Phya Phrom.            |           |           |
| 2000 | Killer 刀手                                                                | Prince                         |           |           |
| 2001 | Rush Hour 2                                                                | Captain Chin                   |           |           |
| 2001 | Rude Husband                                                               |                                |           |           |
| 2001 | Funeral March (film)                                                       | Wong Cheuk Kong                |           |           |
| 2002 | The Touch 天脈傳奇                                                         | Uncle Ping                     |           |           |
| 2002 | Die Another Day                                                            | General Moon                   |           |           |
| 2004 | 6 Strong Guys 六壯士                                                       | Mr Lau                         |           |           |
| 2004 | Colour Blossoms                                                            | Inspector Cheung               |           |           |
| 2004 | Butterfly                                                                  | Flavia's father                |           |           |
| 2005 | Hồi ức của một Geisha                                                      | The General                    |           |           |
| 2006 | The Tokyo Trial 东京审判                                                   | Hsiang Che Chun                |           |           |
| 2007 | 追捕                                                                       |                                |           |           |
| 2007 | The Drummer                                                                | Stephen Ma                     |           |           |
| 2008 | Kung Fu Dunk                                                               | Wang Yiwuan                    |           |           |
| 2009 | The Treasure Hunter                                                        | Master Tu                      |           |           |
| 2009 | Formosa Betrayed                                                           | General Tse                    |           |           |
| 2009 | Prince of Tears                                                            | General Liu (劉將軍)           |           |           |
| 2009 | Blood Ties                                                                 | Woon Sir                       |           |           |
| 2009 | Motherland                                                                 | Stanley Tang                   |           |           |
| 2009 | The Treasure Hunter                                                        | Tu Lao-dai                     |           |           |
| 2010 | East Wind, Rain 東風雨                                                     | Gentleman Yu                   |           |           |
| 2010 | Here Comes Fortune                                                         |                                |           |           |
| 2011 | My Wedding and Other Secrets                                               | Dr Chu                         |           |           |
| 2011 | Overheard 2                                                                | Tony Wong Sai-Tung             |           |           |
| 2011 | Inseparable                                                                | Mr Wang                        |           |           |
| 2011 | Starry Starry Night                                                        | Xiao Mei's grandfather         |           |           |
| 2012 | Joyful Reunion                                                             | Tang Shizhe                    |           |           |
| 2012 | Supercapitalist                                                            | Victor Chang                   |           |           |
| 2012 | 37                                                                         | Board Director                 |           |           |
| 2013 | The Truth of Love                                                          |                                |           |           |
| 2013 | The Mercury Conspiracy                                                     | Mr. Feng                       |           |           |
| 2014 | The Eyes of Dawn                                                           |                                |           |           |
| 2014 | You Are My Sassy Girl                                                      | Shen's father                  |           |           |
| 2014 | The Summer of Our Graduation                                               |                                |           |           |
| 2014 | Overheard 3                                                                | Uncle To                       |           |           |
| 2015 | Fight Up                                                                   |                                |           |           |
| 2015 | Wonder Mama                                                                |                                |           |           |
| 2016 | Good Night 爱上试睡师                                                      |                                |           |           |
| 2016 | Legend of Poker King                                                       |                                |           |           |
| 2016 | Return of the Heroes                                                       |                                |           |           |
| 2016 | For a Few Bullets                                                          | Oda Koki                       |           |           |
| 2017 | Baby Task Group                                                            |                                |           |           |
| 2017 | The Express 恐怖快递                                                       |                                |           |           |
| 2017 | Trùm Hương Cảng                                                            | Sir Chow                       |           |           |
| 2018 | Thám tử phố Hoa 2                                                          | Uncle Seven                    |           |           |
| 2018 | Napping Kid                                                                | Chik Kuen                      |           |           |
| 2019 | Baby Task Group 2                                                          |                                |           |           |
| 2019 | Dearest Anita                                                              | Night club boss                |           |           |
| 2020 | Super Me                                                                   |                                |           |           |
| 2021 | Man on the Edge 邊緣行者                                                   | Senior LegCo member            |           |           |
| 2021 | Daily Fantasy 日常幻想指南                                                 | Bubble car                     |           |           |
| 2021 | The Attorney 一級指控                                                      | Tsang Kwok-Shan                |           |           |

Nguồn:

### Truyền hình
| Năm     | Tựa phim                      | Vai diễn         | Ghi chú | Tham khảo |
| ------- | ----------------------------- | ---------------- | ------- | --------- |
| 1982    | Thiên long bát bộ             | Western Xia king |         |           |
| 1983    | The Superpower                | Cheung Siu-san   |         |           |
| 1983    | Anh hùng xạ điêu              | Hoàng Dược Sư    |         |           |
| 1983    | Thần điêu đại hiệp            | Hoàng Dược Sư    |         |           |
| 1984    | Tiếu ngạo giang hồ            | Ngok But-kwan    |         |           |
| 1984    | Lộc Đỉnh ký                   | Chan Kan-nam     |         |           |
| 1985    | Bích huyết kiếm               | Yun Sung-wan     |         |           |
| 1985    | Tuyết sơn phi hồ              | Tin Kwai-nung    |         |           |
| 1986    | Ỷ Thiên Đồ Long Ký            | Tse Shun         |         |           |
| 1989    | Deadly Secret                 | Ting Tin         |         |           |
| 1990    | Bản ngã thiện lương 我本善良  | Chai Kiu Jing    |         |           |
| 1992    | Đại Thời Đại                  | Lung Sing-bong   |         |           |
| 1995    | The Teochew Family            | Cai Qing-yang    |         |           |
| 1996    | The Unbeatables II            | Ye Zhong         |         |           |
| 1998    | The New Adventures of Wisely  | Chief Bai        |         |           |
| 1998    | Ô Nha truyền thuyết 乌丫传说  |                  |         | [ 13 ]    |
| 1998    | Mạch sinh nhân 陌生人         |                  |         | [ 14 ]    |
| 1999    | Phua Chu Kang Pte Ltd         | Ah Boon's father |         |           |
| 2001    | Sắc đẹp vĩnh cửu              | Lôi Trạch Đông   |         |           |
| 2005    | Đại mạo hiểm gia              |                  |         |           |
| 2007–08 | Parental Guidance             | Patrick Seto     |         |           |
| 2010    | Thăng giả vị vương 勝者為王   |                  |         |           |
| 2011    | ICAC Investigators 2011       |                  |         |           |
| 2016    | Stan Lee's Lucky Man          | Freddie Lau      |         |           |
| 2019    | Trúc mộng tình duyên 筑梦情缘 | Chang Bingkun    |         |           |

## Giải thưởng và đề cử
| Năm  | Giải thưởng                    | Hạng mục                          | Nominated work                      | Result    | Ref    |
| ---- | ------------------------------ | --------------------------------- | ----------------------------------- | --------- | ------ |
| 1999 | Giải thưởng Ngôi sao           | Top 10 Most Popular Male Artistes | —                                   | Top 20    |        |
| 2015 | Giải thưởng Điện ảnh Hồng Kông | Best Supporting Actor             | Overheard 3 竊聽風雲3 (as Uncle To) | Đoạt giải | [ 15 ] |